# Denunțătorul
Denunțătorul (titlul original: în franceză Le doulos) este un film polițist de coproducție franco-italian, realizat în 1962 de regizorul Jean-Pierre Melville, după romanul omonim al scriitorului Pierre Lesou, protagoniști fiind actorii Jean-Paul Belmondo, Serge Reggiani, Jean Desailly și Fabienne Dali. 

## Rezumat
Gangsterul Maurice Faugel a ispășit o pedeapsă lungă în închisoare. După eliberare, are noi planuri criminale. El împușcă și jefuiește un tăinuitor care a ucis o prietenă de-a sa. În timp ce el și prietenul său Rémy au făcut o spargere într-o vilă din Neuilly pentru a pătrunde în seiful de acolo, Silien a bătut-o pe prietena lui Faugel, Thérèse. În timpul spargerii, Faugel și Rémy sunt surprinși de poliție. Ambii sunt împușcați de inspectorul Salignari. Rémy nu supraviețuiește, dar Faugel îl împușcă pe Salignari și apoi se prăbușește. Își recapătă cunoștința în casa soției prietenului său Jean.
Cine a fost informatorul poliției? Faugel crede că a fost Silien: l-a numit prieten, dar Silien nu pare să aibă o reputație bună în cercurile gangsterilor. Silien îl sunase pe inspectorul Salignari în timp ce Faugel și Rémy erau deja pe drum. Apoi Silien este arestat și interogat fără succes, dar promite să-l ajute pe inspectorul Clain să-l găsească și să-l aresteze pe Faugel într-un bar. Așa că Faugel ajunge din nou într-o celulă de închisoare. Acolo îl instruiește pe Kern, cu care împarte celula, să-l ucidă pe Silien.
De fapt, iubita lui Faugel, Thérèse, era spionul poliției. Știind acest lucru, Silien o ucide împreună cu Jean și dă vina pe alți doi gangsteri pentru uciderea tăinuitorului, pe care el îi ucide, pentru a-l scoate pe Faugel din închisoare.
După ce Faugel a aflat ce s-a întâmplat, încearcă să-l oprească pe Kern. El este împușcat de acesta în casa lui Silien. Silien, care îl găsește pe Faugel pe moarte, reușește să-l împuște pe Kern, dar este și el de asemenea, lovit mortal de Kern.

## Distribuție
- Jean-Paul Belmondo – Silien
- Serge Reggiani – Maurice Faugel
- Jean Desailly – comisarul Clain
- Fabienne Dali – Fabienne, soția lui Nuttheccio
- Michel Piccoli – Nuttheccio
- René Lefèvre – Gilbert Varnove
- Marcel Cuvelier – un inspector
- Jack Léonard – un alt inspector
- Aimé de March – Jean, prietenul lui Maurice
- Monique Hennessy – Thérèse Dalmain
- Philippe Nahon – Rémy, complicele lui Maurice
- Jacques de Léon – Armand, patronul Cotton Clubului
- Carl Studer – Kern
- Paulette Breil – Anita
- Daniel Crohem – inspectorul Salignari
- Charles Bouillaud – un barman la Cotton Club
- Dominique Zardi – o gardă al lui Nuttheccio
- Christian Lude – doctorul
- Robert Blome – un chelner
- Albert Daumergue – un chelner la Cotton Club
- Charles Bayard – bătrânul molestat
- Georges Sellier – un barman
- Vladimir Andrès – managerul hotelului Cotton Club
- Jacques Van Doren – o gardă al lui Nutthecio

## Premii
- Étoile de Cristal 1963
  - Cel mai bun actor lui Serge Reggiani

## Aprecieri
„ Melville țintește spre filon tragic, dar ițele construcției sunt mult prea vizibile și artificiale. Puternic inspirat de „filmul negru” american, realizatorul nu izbutește decât să se repete. ”—T. Caranfil , Dicționar universal de filme 

## Trivia
- Cuvântul doulos, în argou, înseamnă „pălărie”, și desemnează de asemenea, un indicator. Acțiunea romanului după care este adaptat filmul a avut loc în Montmartre, dar Melville a extins locația la întregul spațiu urban. Acest film este un tribut adus filmelor noir americane.

- Jean-Pierre Melville îi fusese deja regizor lui Jean-Paul Belmondo în Léon Morin, preot.